# بیشتر (ترانه جی-هوپ)
«بیشتر» (انگلیسی: More) ترانه‌ای از رپر اهل کره جنوبی، جی-هوپ از بی‌تی‌اس برای نخستین آلبوم استودیویی او به نام جک این د باکس است. این ترانه در ۱ ژوئیه ۲۰۲۲ به عنوان تک‌آهنگ آغازین این آلبوم توسط بیگ هیت میوزیک منتشر شد.

## جدول‌های موسیقی
| جدول (۲۰۲۲)                                  | بالاترین جایگاه |
| -------------------------------------------- | --------------- |
| کانادا (۱۰۰ تک‌آهنگ داغ کانادا)               | ۷۵              |
| ۲۰۰ آهنگ جهانی (بیلبورد)                     | ۱۵              |
| تک‌آهنگ‌های بین‌المللی هند (بیلبورد)            | ۶               |
| ایرلند (آی‌آرام‌ای)                            | ۷۵              |
| تک‌آهنگ‌های دیجیتال ژاپن (اوریکون)             | ۲۱              |
| ت‌ک‌آهنگ‌های داغ نیوزیلند (آرام‌ان‌زی)            | ۶               |
| فیلیپین (بیلبورد)                            | ۲۰              |
| کره جنوبی (گائون)                            | ۹۸              |
| تک‌آهنگ‌های بریتانیا (اوسی‌سی)                  | ۷۰              |
| بیلبورد هات ۱۰۰ ایالات متحده                 | ۸۲              |
| فروش ترانه‌های دیجیتال ایالات متحده (بیلبورد) | ۱               |

## تاریخچه انتشار
| منطقه | تاریخ        | فرمت(ها)              | ناشر    |
| ----- | ------------ | --------------------- | ------- |
| مختلف | ۱ ژوئیه ۲۰۲۲ | دانلود دیجیتال استریم | بیگ هیت |